# August Kerem
August Kerem (* 19. Septemberjul. / 1. Oktober 1889greg. auf dem Gutshof Mähkli, Landgemeinde Karula, Gouvernement Livland; † 28. Mai 1942 bei Soswa, Oblast Swerdlowsk, Sowjetunion) war ein estnischer Politiker.

## Frühe Jahre
August Kerem schloss 1916 sein Studium als Agrarökonom am Polytechnischen Institut in der livländischen Hauptstadt Riga ab. Er nahm als Soldat am Ersten Weltkrieg teil. Anschließend kämpfte Kerem im Estnischen Freiheitskrieg (1918–1920) gegen Sowjetrussland.

## Politik
Im jungen estnischen Staat stieg Kerem schnell in der Politik auf. 1919/20 war er Abteilungsleiter im neugegründeten Landwirtschaftsministerium der Republik Estland. Großen Anteil hatte Kerem an der Umsetzung der 1919 beschlossenen radikalen Landreform. Sie enteignete den Großgrundbesitz der Deutschbalten und verteilte Grund und Boden an die estnischen Kleinbauern. Die Umverteilung schuf die Grundlagen für den noch weitgehend agrarisch geprägten estnischen Staat der Zwischenkriegszeit.
Kerem schloss sich der Estnischen Volkspartei (Eesti Rahvaerakond) an. Sie stand wertekonservativ-nationalen Ideen nahe. Ein volksnaher estnischer Patriotismus sollten die Trennung der Gesellschaft in soziale Schichten überwinden. Seine Partei stand für die Festigung der Demokratie und des Rechtsstaats nach westlichem Muster. Sie trat trotz einer konservativen Grundhaltung für eine soziale Marktwirtschaft unter liberalen Vorzeichen ein. Ihre Anhängerschaft bestand größtenteils aus Intellektuellen, dem gebildeten städtischen Bürgertum, aber auch eines Teils der Landwirte. Die Partei war vor allem im Süden Estlands stark.
Kerem gehörte in der Zwischenkriegszeit allen fünf Legislaturperioden des demokratisch gewählten estnischen Parlaments (Riigikogu) der Zwischenkriegszeit an. Er war mehrfacher Minister und gehörte insgesamt zwölf estnischen Kabinetten an:
| Kabinett     | Ressort                 | Amtszeit              | Partei |
| ------------ | ----------------------- | --------------------- | ------ |
| Tõnisson I   | Landwirtschaftsminister | 30.07.1920–26.10.1920 | ER     |
| Päts II      | Landwirtschaftsminister | 02.08.1923–26.03.1924 | ER     |
| Akel I       | Landwirtschaftsminister | 26.03.1924–16.12.1924 | ER     |
| Jaakson I    | Landwirtschaftsminister | 16.12.1924–15.12.1924 | ER     |
| Teemant II   | Verkehrsminister        | 23.07.1926–04.03.1927 | ER     |
| Teemant III  | Verkehrsminister        | 04.03.1927–09.12.1927 | ER     |
| Tõnisson III | Verkehrsminister        | 09.12.1927–04.12.1928 | ER     |
| Strandman II | Landwirtschaftsminister | 09.07.1929–12.02.1931 | ER     |
| Päts III     | Verteidigungsminister   | 12.02.1931–19.02.1932 | ER     |
| Teemant IV   | Verteidigungsminister   | 19.02.1932–19.07.1932 | RKE    |
| Einbund I    | Verteidigungsminister   | 19.07.1932–01.11.1932 | RKE    |
| Tõnisson IV  | Verteidigungsminister   | 18.05.1933–21.10.1933 | RKE    |

Im Zusammenhang mit dem Verkauf der estnischen Zerstörer Lennuk und Vambola an Peru 1933 wurde Verteidigungsminister Kerem im Januar 1934 der Korruption beschuldigt und gemeinsam mit dem Chef des Generalstabs, Generalmajor Juhan Tõrvand (1883–1942), durch Generalstaatsanwalt Richard Räägo (1893–1941) angeklagt. Der Staatsgerichtshof (Riigikohus) sprach beide am 9. Dezember 1934 von allen Vorwürfen frei. Bis heute ist ungeklärt, ob Kerem zu Recht Unregelmäßigkeiten bei der Abwicklung des Rüstungsgeschäfts zur Last gelegt wurde oder ob es sich bei den Vorwürfen um eine gezielte Kampagne seiner politischen Gegner Konstantin Päts und Johan Laidoner handelte.

## Wirtschaft
Mit seinem Ausscheiden aus der aktiven Politik 1933/34 ging Kerem in die freie Wirtschaft. Von 1933 bis 1940 war er Direktor des 1926 gegründeten größten estnischen Busunternehmens OÜ Mootor. 1939/40 war Kerem außerdem geschäftsführender Direktor des neugegründeten estnischen Flugunternehmens AS Ago.

## Tod
Im Sommer 1940 besetzte die Rote Armee die baltischen Staaten. Die sowjetischen Behörden verhafteten Kerem am 4. Juni 1941 und brachten ihn ins Innere der Sowjetunion. Im Mai 1942 wurde er im „Besserungs- und Arbeitslager“ Sewurallag (offiziell Северо-Уральский исправительно-трудовой лагерь) in der Oblast Swerdlowsk hingerichtet.

## Privatleben
August Kerem war der ältere Bruder des evangelisch-lutherischen Geistlichen Arnold Aleksander Kerem (1893–1942).
August Kerem war mit Eva Kerem verheiratet und hatte drei Kinder.